# むちゃのねこ丸
むちゃのねこ丸（むちゃのねこまる）は、ポプラ社から1988年から1996年にわたって出版された、田森庸介によるゲームブック・絵本シリーズ。この項目では徳間書店発行の漫画作品『無茶の猫丸』についても述べる。

## 概要
元々は徳間書店から刊行されていた漫画雑誌『わんぱっくコミック』に連載されていた『無茶の猫丸』が起源である。連載中に雑誌そのものが休刊し、第一部・完という形式で終了した。『無茶の猫丸』としては未完である。
本作は『無茶の猫丸』の連載中、1988年にポプラ社から「新・小さな童話」シリーズの「むちゃのねこ丸ゲームブック」としてスピンオフされ、1996年まで全22卷が発表される。設定的には『無茶の猫丸』とは全く異なる世界観ではあるが、スターシステムにより、メインキャラクターの容姿は『無茶の猫丸』と同一である。中期以降、同じ田森作品である『舞姫御免!』からのスピンオフキャラクターが新たにレギュラーキャラとして登場する。
一般的にゲームブックと呼ばれる小説型のものとは異なり、子供が読み（遊び）やすいように漫画やイラストで構成されている。冒頭には主人公が冒険に出発するまでのあらすじが数ページにわたる漫画で描かれ、冒険が始まった後のページの上部にはそれぞれ四角で囲まれた番号が振られている（該当する番号が2ページにわたる場合もある。「たいけつ！ねこ丸対魔界王子きかい丸」では番号が2つ振られているページもある。）。迷路のゴールやクイズの選択肢等に「（四角で囲まれた番号）にすすむ」とあり、該当するページに進みながら読み進めて行く。選択を誤るとゲームオーバーになり、数段階前のページに戻ってやり直すよう指示がなされる。

## 主要キャラクター
ねこ丸
今作の主人公。一人称は「僕」もしくは「おいら」。服装は鎧に、薄紫色の着物に鹿の子模様の袴と草履。
ワニワニ魔王編で助けを求めるキネマにサインを求めているなど、天然ボケ。初期は大人びていた。
ねこ姫
『無茶の猫丸』の主要人物。みけ丸登場後、影が薄くなった。
はんべい
『無茶の猫丸』の主要人物。こちらも同様に、みけ丸登場後、影が薄くなった。
みけ丸
ねこ丸の妹。イケメン好きで、きかい丸に惚れた。ねこ丸を呼び捨てにすることも。
ヒサヤ大先生
色々な話に登場する。
きかい丸
イケメン。最終的に改心し、ねこ丸を助けた。

## タイトル一覧
「ポプラ社の新・小さな童話」シリーズ
- むちゃのねこ丸ゲームブック
- たいけつ！キョンシー大まおう
- ドラゴン城のたいけつ
- ラーメン城のたたかい
- ようかい大けっせん
- きょうふのうちゅうかいぞく
- たこやき仮面をたおせ！
- びっくりおばけやしき
- にくまんロボットのひみつ
- あくま島のドドンガ大まおう
- くらやみ王国のモクモク大王
- ねこ丸対へんしんロボメカ丸
- ねこ丸となぞの地底王国
- タイムまじんをやっつけろ！
- かぜひきドラゴン王をすくえ！
- ばけネコ大王とまほうのゆうえんち
- ワニワニまおうのきょうふのたいけつ！
- くろねこ大まおうのおばけだぞ！
- どっきり！おばけテレビだぞ
- ねこめ小学校はおばけがいっぱい
- アンコロ大王のどらやきロボ大作戦
- たいけつ！ねこ丸対魔界王子きかい丸

その他
- 無茶の猫丸1（単行本）
- すごろく大さくせん－むちゃのねこ丸ゲームのえほん
- ドーナツどろぼうをおえ！－むちゃのねこ丸ゲームのえほん

## 無茶の猫丸
徳間書店刊『月刊わんぱっくコミック』1987年8月号から休刊号である1989年1月号まで連載。近世代の架空の日本を舞台としたヒロイックファンタジー漫画である。雑誌休刊につき海を渡るところで終了している。

### 登場人物

#### 猫丸と仲間たち
三毛猫丸（みけねこまる）
主人公。暗夜魔将によって滅ぼされた三毛家の生き残りの少年。剣法は無茶苦茶の我流。そのため「無茶の猫丸」と自称している。当初は力試しの旅に出ていただけだったが、旅の途中で様々な仲間と出会い、猫姫を救い暗夜魔将を倒そうとする。
猫又半兵衛（ねこまたはんべい）
猫丸の師匠で正体は猫又。そのため常時頭巾を被っている。「猫術ネコジャラシ」を猫丸に伝授する。
猫姫（ねこひめ）
ヒロイン。千里眼、読心術、予言といった超常の力を有す故に妖魔から恐れられ、羅紗王との婚姻により妖魔の一族にされようとするも救出される。しかし猫丸と江戸へ向かう途中今度は妖魔幻幽衆にさらわれてしまう。
黒岩剛勇斉（くろいわごうゆうさい）
宇留虎剣術大会で猫丸と対決し、猫丸の力量に惚れ、以降は猫丸と半兵衛を師匠として慕い同行する。
架楽利文左衛門（からくりぶんざえもん）
猫姫の従者。自称世界一の発明家。猫姫救出以後は猫丸たちに同行。
鳥人ヤズー（ちょうじんヤズー）
半人半鳥の妖魔。音速で飛ぶことができ御前試合にて猫丸と決勝戦で戦うが敗れる。魔天城崩壊後に同行。ニヒルな性格。
那羅幻角（ならのげんかく）
竜神金剛山に住む老人。正体は竜神剣の守護者。猫丸に竜神剣を譲った後どこかへ去り、その後は猫丸を見守っていた。
猫神さま（ねこがみさま）
三毛家が代々祭ってきた神様。猫丸に猫術と猫術養成ヨロイを授ける。

#### 妖魔
暗夜魔将（あんやましょう）
妖魔の王。三毛家を滅ぼした諸悪の根源。強大な妖力を持ち、影だけで魔天城とその周辺地域を破壊しつくした。
鬼姫（おにひめ）
暗夜魔将直属の暗殺部隊「妖魔幻幽衆」の紅一点。
羅紗王（らしゃおう）
魔天城の領主。猫姫に婚姻を迫る。

#### その他
宮本武蔵（みやもとむさし）
宇留虎剣術大会決勝の相手。猫術に類ずる技を駆使し、終始一貫猫丸を圧倒した。